# Liste der Biografien/Gred
Liste der Biografien |
Portal Biografien |
Personensuche
# |
A |
B |
C |
D |
E |
F |
G |
H |
I |
J |
K |
L |
M |
N |
O |
P |
Q |
R |
S |
T |
U |
V |
W |
X |
Y |
Z |
?
 
Ga |
Gb |
Gc |
Gd |
Ge |
Gf |
Gh |
Gi |
Gj |
Gk |
Gl |
Gm |
Gn |
Go |
Gp |
Gq |
Gr |
Gs |
Gu |
Gv |
Gw |
Gy |
Gz
 
Gra |
Grb–Grd |
Gre |
Grg |
Gri |
Grj |
Grk |
Grl |
Grm |
Gro |
Grs |
Gru |
Gry |
Grz
 
Grea |
Greb |
Grec |
Gred |
Gree |
Gref |
Greg |
Greh |
Grei |
Grek |
Grel |
Grem |
Gren |
Grep |
Gres |
Gret |
Greu |
Grev |
Grew |
Grey |
Grez
Die Liste der Biografien führt alle Personen auf, die in der deutschsprachigen Wikipedia einen Artikel haben. Dieses ist eine Teilliste mit 24 Einträgen von Personen, deren Namen mit den Buchstaben „Gred“ beginnt.

## Gred

### Greda
- Gredal, Eva (1927–1995), dänische sozialdemokratische Politikerin

### Grede
- Greder, Henri (1930–2012), französischer Autorennfahrer
- Greder, Rolf (1942–2016), Schweizer Grafiker, Maler und Zeichner
- Greder, Stavy (1870–1958), deutsche Sängerin, Schauspielerin, und Schauspiellehrerin

### Gredi
- Gredig, Corina (* 1987), Schweizer PolitikerinCorina Gredig (* 1987)

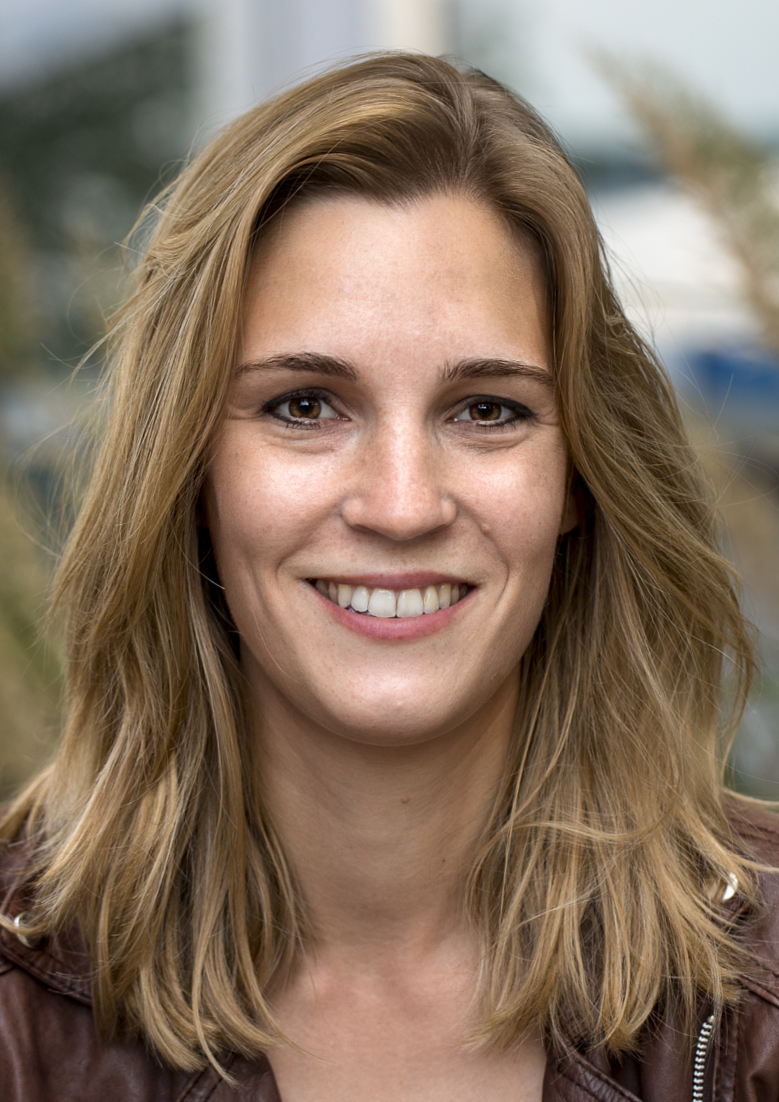
Corina Gredig (* 1987)

- Gredig, Jürgen (* 1966), deutscher Fußballspieler
- Gredig, Simon (* 1993), Schweizer Politiker (Grüne)
- Gredig, Urs (* 1970), Schweizer Moderator und Journalist
- Gredigk, Christiane (* 1982), deutsche Crosslauf-Sommerbiathletin
- Greding, Johann Ernst (1676–1748), deutscher evangelischer Theologe und Kirchenlieddichter
- Greding, Johann Ernst (1718–1775), deutscher Arzt
- Greding, Karl Wilhelm (1759–1819), deutscher Arzt
- Gredinger, Paul (1927–2013), Schweizer Architekt und Werber

### Gredl
- Gredler, Andreas von (1802–1870), Jurist und Politiker
- Gredler, Anna-Sophia (* 2008), österreichische Nordische Kombiniererin
- Gredler, Ludwig (* 1967), österreichischer Biathlet
- Gredler, Martina (* 1958), österreichische Zahnärztin und Politikerin (LIF), Abgeordnete zum Nationalrat
- Gredler, Vinzenz Maria (1823–1912), österreichischer Franziskaner und Naturforscher
- Gredler, Willfried (1916–1994), österreichischer Diplomat und Politiker (FPÖ), Abgeordneter zum Nationalrat
- Gredley, Tim (* 1986), britischer Springreiter

### Gredt
- Gredt, Georges (1897–1970), luxemburgischer Ingenieur
- Gredt, Joseph (1863–1940), luxemburgischer Benediktinerpater, Philosoph, Autor und Professor für Philosophie in Rom

### Gredy
- Gredy, Franz (1843–1917), deutscher Fabrikdirektor

### Gredz
- Grędziński, Stanisław (1945–2022), polnischer Leichtathlet